# Округ Пери (Тенеси)
Округ Пери (енгл. Perry County) је округ у америчкој савезној држави Тенеси.

## Демографија
По попису из 2010. године број становника је 7.915, што је 284 (3,7%) становника више него 2000. године.
| Група             | 2000.         | 2010.         |
| Белци             | 7.333 (96,1%) | 7.502 (94,8%) |
| Афроамериканци    | 130 (1,7%)    | 119 (1,5%)    |
| Азијати           | 7 (0,1%)      | 14 (0,2%)     |
| Хиспаноамериканци | 61 (0,8%)     | 131 (1,7%)    |
| Укупно            | 7.631         | 7.915         |